# Amphilectus americanus
Amphilectus americanus är en svampdjursart som först beskrevs av Ridley och Arthur Dendy 1887.  Amphilectus americanus ingår i släktet Amphilectus och familjen Esperiopsidae.
Artens utbredningsområde är havet utanför Chile. Inga underarter finns listade i Catalogue of Life.